# 阿曼达镇区 (俄亥俄州艾伦县)
阿曼达镇区是美国俄亥俄州艾伦县的一个镇区，2010年美国人口普查时有2,071人居住在该镇区。
俄亥俄州其他的阿曼达镇区分别位于费尔菲尔德县和汉考克县

## 地理
阿曼达镇区位于艾伦县西部，与以下镇区接壤：
- 马里昂镇区 - 北
- 美利坚镇区 - 东北
- 肖尼镇区 - 东南
- 奥格莱塞县洛根镇区 - 南
- 斯潘塞镇区 - 西

## 政府
镇区有3人组成的理事会管理。理事会理事选举在奇数年11月举行，并在来年1月1日开始四年任期。两名理事的选举在总统选举后一年举行，另一名的选举在总统选举前一年举行。镇区财务官亦由选举产生，与一名镇区理事选举同时举行，不过在来年4月1日才开始四年任期。若财务官或理事职位有空缺，将由剩余理事填补。